# Jon-Erik Hexum
Jon-Erik Hexum (Englewood, 5 de novembro de 1957 — Los Angeles, 18 de outubro de 1984), nascido Jon Eric Hexum, foi um ator norte-americano e modelo conhecido como protagonista das séries de TV Voyagers! e Retrato Falado.

## História
Filho de imigrantes noruegueses, ele foi o astro de Voyagers!, série de ficção científica, que estrelou na TV americana entre 1982/1983 e no Brasil (na extinta TVS, atual SBT) entre 1987/1988. Também apareceu em filmes como The Bear (sem título original em português); Criando um Top Model (no Brasil, a série foi transmitida pela Rede Globo entre os anos de 1988/1989), coestrelando com Joan Collins e Roxie Roker; e um episódio do seriado americano Hotel, no qual interpretava o papel de Príncipe Eric. Ele também foi alvo de muitas matérias em tabloides por seus relacionamentos com Heather Thomas, Emma Samms, E.G. Daily e também com a veterana Joan Collins. Jon era primo de Eric Paulsen, jornalista e âncora do noticiário WWL-TV em Louisiana.
Antes de se tornar famoso, trabalhou como DJ na rádio WJIM e como ator em papéis secundários. Também era excelente mergulhador. Poucos dias depois da formatura, mudou-se para Nova Iorque em 1980 para tentar a carreira de ator. Enquanto a fama não "acontecia", trabalhou como limpador de venezianas de escritórios até ser encontrado por Bob LeMond, empresário da agência LeMond/Zetter. LeMond tinha sido agente de John Travolta e via grande potencial em Jon. Ele sugeriu que Jon se mudasse em definitivo para Los Angeles em 1981 para participar de um teste para um filme chamado Amantes de Verão, dirigido por Randal Kleiser. Jon perdeu o papel para Peter Gallagher, mas foi considerado perfeito para seu maior grande sucesso, Voyagers!, da NBC.
A série Voyagers! durou apenas uma temporada, principalmente porque era exibida no mesmo horário do popular show de televisão 60 Minutos. Mesmo batendo de frente com o famoso show, a série se tornou popular e ainda é, entre as crianças e amantes de ficção científica, tornando-se um verdadeiro porém curto sucesso da TV.
Durante seu tempo em Los Angeles, Jon trabalhou como segurança em uma boate, motorista de taxi e limpador de carpete para poder pagar suas contas. Depois de algum tempo, foi selecionado para o filme Criando um Top Model, com Joan Collins, em 1983. Seu papel era de um candidato a modelo que é convidado por uma agente de modelos (Collins) a se mudar para Nova Iorque e seguir uma carreira no mundo da moda. O filme era um avanço e um desafio para Jon, mas também o elevou ao posto de novo símbolo sexual, o que o deixava muito incomodado.
Depois do sucesso, ele foi cogitado para protagonista em vários projetos de televisão, mas eventualmente aceitava um papel. Atuou como astro principal da série de TV Retrato Falado, exibida no Brasil pela extinta Rede Manchete, na qual interpretava um agente secreto da CIA. Descreveu o papel como "uma mistura de Indiana Jones, Mr. Magoo e Super-Homem".
Durante os fins de semana, ele promovia o filme The Bear sobre o treinador de futebol universitário Paul "Bear" Bryant, onde teve uma curta, mas bem-vista participação.
Perfeccionista, queria papéis mais significativos. Seus filmes favoritos eram Rocky, Gente como a Gente, O Reencontro e O Franco Atirador. Ele se dizia impressionado com as cenas de roleta-russa em O Franco Atirador.

## Morte
Jon faleceu depois de atirar na própria cabeça com um revólver Magnum 44, que acreditava não estar carregado já que o revólver seria usado em uma cena de Retrato Falado, série da CBS sobre um casal de fotógrafos/modelos de moda que eram, na verdade, agentes secretos.
No dia 12 de outubro de 1984, depois de acabar uma cena que repetiu inúmeras vezes com o revólver Magnum 44 (dito vazio), o próprio Jon manuseou o revólver, fato estranhado por todos, pois era um procedimento com o qual ele não estava familiarizado e que normalmente era feito pelos responsáveis pelo assunto, que se encontravam nas dependências do estúdio de gravação. A sequência da cena de tiros foi demorada e deveras cansativa, precisando ser refeita várias vezes. Enquanto esperava pelos peritos responsáveis pelo manuseio da arma, Jon, que brincava com outros membros do elenco e da produção do filme, dizia que a espera o entediava e, por isso, iria se matar. Brincando, pôs o revólver na têmpora e apertou o gatilho.
Aparentemente, Jon não sabia que papéis com enchimento plástico eram usados para selar a pólvora dentro de revólveres, e que este enchimento podia ser expelido para fora do tambor do revólver com força suficiente para causar ferimentos graves e até mesmo a morte, em caso de disparo de curto alcance, principalmente se apontada numa área particularmente vulnerável, tal como a têmpora e os olhos. Apesar de o enchimento de papel no cano não ter penetrado o crânio, ele o golpeou na têmpora com tamanho impacto que projetou um pedaço do osso craniano, do tamanho de uma moeda, para dentro do cérebro, causando violenta hemorragia.
Em uma conversa sobre ele, alguns membros do elenco de Retrato Falado disseram que Jon teria, numa brincadeira com um revólver, disparado acidentalmente contra si próprio, causando-lhe a morte no dia 12 de outubro de 1984.
De acordo com um membro do elenco:
"Jon sorriu e puxou o gatilho. Ouviu-se um forte disparo e um lampejo brilhante e fumaça preta. Jon gritou em agonia. Então olhou surpreso e caiu de costas sobre a cama todo ensanguentado, com um ferimento grave na cabeça. Foi horrível".
O assistente de Jon tentou imediatamente envolver a cabeça com uma toalha para conter o sangramento e, com auxílio de um carro do próprio estúdio de TV, o levou às pressas para o Beverly Hills Medical Center. Uma ambulância havia sido chamada, mas, antes de chegar, Jon entrou imediatamente em coma. Desesperados, membros do elenco levaram Jon, num dos carros do estúdio, ao Hospital Beverly Hills Medical Center, onde ele foi submetido a uma cirurgia de emergência. A família e a namorada e atriz Elizabeth Daily foram avisadas em seguida. Inicialmente, seu estado foi tido como "grave", mas, após cinco horas de cirurgia, os médicos mudaram a condição para "crítica". Jon foi entubado e, seis dias depois, os médicos anunciaram sua morte cerebral. Com permissão da mãe, o corpo de Jon foi levado a São Francisco e, como caridade, seus órgãos foram doados. Com a permissão da mãe Gretha Paulsen Hexum e do irmão mais velho Gunnar Frederick Hexum, seu corpo foi removido para São Francisco (em suporte de vida) e seus orgãos removidos para realização de transplante. O coração foi transplantado para um homem de Las Vegas de 36 anos no California Pacific Medical Center. Os rins e as córneas também foram doados: Uma córnea foi para um homem de 66 anos com catarata; a outra, para uma jovem. Um dos receptores de um rim foi um menino de cinco anos gravemente doente, e o outro foi uma avó de 43 anos que aguardava oito anos por um rim. A pele e os tecidos foram doados para salvar um menino de três anos e meio com queimaduras de terceiro grau. O corpo de Jon foi depois transladado de volta para Los Angeles, onde foi cremado no Grandview Crematory, em Glendale, Califórnia, num funeral privado. Suas cinzas foram espalhadas no Oceano Pacífico, perto de Malibu, Califórnia, pela mãe.
A morte de Jon, por negligência no manuseio de armas de fogo, não foi a única ocorrida em circunstâncias semelhantes. Isso também aconteceu com outro ator famoso, Brandon Lee, em 1993.
No mesmo mês em que Jon morreu, foi lançada uma edição da revista Playgirl, com uma foto que ele havia feito poucas horas antes de sua morte.
Em 1999, Jennifer O'Neill foi entrevistada para o programa Mysteries and Scandals, onde criticou a má gerência e direção da série Retrato Falado, que exigia dos atores permanecerem no estúdio até 18 horas por dia, sem descanso. Ela descreveu Jon como sobrecarregado de trabalho e cansado no dia do acidente.

## Filmografia

### Cinema
- 1983: Criando um Top Model
- 1984: The Bear

### Séries
- 1982: Voyagers!
- 1984: Cover Up